# Live at Shea Stadium
Live at Shea Stadium è l'ultimo album live pubblicato dalla band punk rock britannica The Clash. Il disco contiene una selezione dei brani eseguiti dal vivo il 12 e 13 ottobre 1982 allo Shea Stadium di New York (casa della squadra di baseball dei New York Mets), durante il famoso tour con i The Who.

## Tracce
Tutte le tracce (tranne l'introduzione) sono composte da Strummer/Jones, eccetto dove indicato.
1. Kosmo Vinyl Introduction - 1:10
2. London Calling - 3:29
3. Police on My Back (E. Grant) - 3:28
4. The Guns of Brixton (P. Simonon) - 4:07
5. Tommy Gun  - 3:19
6. The Magnificent Seven (Clash) - 2:33
7. Armagideon Time (W. Williams/J. Mitoo) - 2:55
8. The Magnificent Seven [Return] (Clash) - 2:23
9. Rock the Casbah (Clash) - 3:21
10. Train in Vain - 3:45
11. Career Opportunities - 2:05
12. Spanish Bombs - 3:18
13. Clampdown - 4:26
14. English Civil War (traditional: riarrangiato da Strummer/Jones) - 2:39
15. Should I Stay or Should I Go (Clash) - 2:44
16. I Fought the Law (S. Curtis) - 3:22

## Formazione
- Joe Strummer - voce (tracce 2, 5, 6, 7, 8, 9, 11, 12, 13, 14, 15 e 16) chitarra ritmica (tracce 2, 3, 5, 6, 7, 8, 9, 10, 11, 12, 13, 14, 15 e 16), basso (traccia 4)
- Mick Jones - voce (tracce 2, 3, 4, 5, 6, 8, 9, 10, 11, 12, 13, 14, 15 e 16), chitarra solista (tutte le tracce, tranne la 1)
- Paul Simonon - basso (tracce 2, 3, 5, 6, 7, 8, 9, 10, 11, 12, 13, 14, 15 e 16), voce (tracce 2, 4, 9, 11, 12, 13 e 16), chitarra ritmica (traccia 4)
- Terry Chimes - batteria (tutte le tracce, tranne la 1)

Assieme a:
- Kosmo Vinyl - voce (traccia 1)

## Crediti
- The Clash - produttore
- Glyn Johns - ingegnere del suono